# Jurij Hura
Jurij Wołodymyrowycz Hura, ukr. Юрій Володимирович Гура (ur. 8 sierpnia 1976 w Aleksandrii) – ukraiński piłkarz, grający na pozycji pomocnika, trener piłkarski.

## Kariera piłkarska

### Kariera klubowa
Wychowanek klubów Krystał Ołeksandrija i Szkoły Sportowej nr 2 w Aleksandrii. 10 kwietnia 1994 rozpoczął karierę piłkarską w miejscowym klubie Polihraftechnika Ołeksandrija. W 1995 został wypożyczony do Olimpii FK AES. Na początku 2001 wyjechał do Kazachstanu, gdzie bronił barw klubów Żengys Astana i Ordabasy Szymkent. W 2002 przeniósł się do rosyjskiego UriengojGazprom Anapa, gdzie z drużyną zdobył Puchar i Superpuchar Kraju Krasnodarskiego. W 2003 wrócił się do Ukrainy, następnie grając w zespole amatorskim Fakeł Warwa. W styczniu 2004 ponownie wyjechał do Kazachstanu, gdzie podpisał kontrakt z Jassy-Sajram. Na początku 2005 zasilił skład FK Atyrau. Wiosną 2007 został wypożyczony na pół roku do klubu Wostok Ust-Kamienogorsk. W 2008 wrócił do ojczyzny i potem grał w amatorskiej drużynie Chołodnyj Jar Kamianka. W 2009 podpisał kontrakt z klubem UkrAhroKom Hołowkiwka, w składzie którego w następnym 2010 roku zakończył karierę piłkarza.

## Kariera trenerska
10 sierpnia 2011 roku po zakończeniu kariery piłkarza otrzymał propozycję pracy na stanowisku głównego trenera klubu, w którym zakończył karierę piłkarską - UkrAhroKom Hołowkiwka. Pełnił tę funkcję do czerwca 2014 roku, kiedy to został odwołany ze stanowiska w związku z fuzją UkraAhrokomu z FK Ołeksandrija. Od 27 czerwca 2014 roku prowadził młodzieżową drużynę FK Ołeksandrija do lat 19, a 18 maja 2021 roku objął stanowisko głównego trenera klubu.

## Sukcesy

### Sukcesy klubowe
Polihraftechnika Ołeksandrija
- brązowy medalista Pierwszej ligi Ukrainy: 1993/94

Żengys Astana
- mistrz Kazachstanu: 2001
- zdobywca Pucharu Kazachstanu: 2000/01